# Banaybanay
Banaybanay (Bayan ng Banaybanay) är en kommun i Filippinerna. Kommunen ligger på ön Mindanao och tillhör provinsen Davao Oriental. Folkmängden uppgår till 33 714 invånare.
Banaybanay är indelat i 14 barangayer.